# Memory (telenovela)
Memory (hangul: 기억; rr: Gi-eok) é uma telenovela sul-coreana, exibida pela emissora tvN de 18 de março a 7 de maio de 2016, com um total de 16 episódios. É estrelada por Lee Sung-min, Kim Ji-soo e Park Jin-hee. Seu enredo refere-se a um homem que em seus 40 anos, começa a enfrentar a doença de Alzheimer.

## Enredo
Park Tae-Suk (Lee Sung-min) é um homem casado que possui dois filhos, ele está no auge de sua carreira profissional como um renomado advogado. Porém, sua vida começa a mudar quando os sintomas da doença de alzheimer começam a surgir de forma mais intensa.
Memory retrata os esforços de Tae-suk, a fim de proteger o valor precioso da vida e do amor familiar, enquanto sua memória começa a desvanecer.

## Elenco

### Principal
- Lee Sung-min como Park Tae-suk
- Kim Ji-soo como Seo Young-joo
- Park Jin-hee como Na Eun-sun

### De apoio
- Ban Hyo-jung como Kim Soon-hee
- Jang Gwang como Park Chul-min
- Park Joon-geum como Jang Mi-rim
- Nam Da-reum como Park Jung-woo
- Kang Ji-woo como Park Yeon-woo
- Lee Joon-ho como Jung Jin
- Yoon So-hee como Bong Sun-hwa
- Jeon No-min como Lee Chan-moo
- Moon Sook como Hwang Tae-sun
- Song Sam-dong como Kim Je-hoon
- Song Seon-mi como Han Jung-won
- Lee Ki-woo como Shin Young-jin
- Heo Jung-do como Kang Yoo-bin
- Yeo Hoe-hyun como Lee Seung-ho
- Choi Deok-moon como Joo Jae-min
- Kim Min-sang como Joo Sang-pil
- Yoon Kyung-ho como Kim Chang-soo
- Lee Jung-gil como Shin Hwa-sik
- Park Joo-hyung como Cha Won-suk
- Seo In-sung como Park Dong-woo
- Jung Young-gi como Kwon Myung-soo
  - Ham Sung-min como Kwon Myung-soo (jovem)
- Song Ji-in como Yoon Sun-hee
- Jeon Jin-gi como Presidente Lee
- Choi Min-young como Kim Myung-soo
- Son Sung-chan como pai de Kim Myung-soo
- Kim So-yeon como Kim Soo-ji
- Han Seo-jin como Kwon Mi-joo
- Lee Hee-jin como Do In-kyung
- Shin Jae-ha como Kang Hyun-wook
- Kan Mi-youn como ex-amor de Shin Young-jin
- Song Ji-ho como Chun Min-gyoo
- Kang Shin-il acomo Kim Sun-ho (participação)

## Trilha sonora
| Lista de faixas |                                           |          |         |  |
| N.º             | Título                                    | Artista  | Duração |  |
| 1.              | "If You Live Again" (다시 산다면)         | Kim Feel | 4:25    |  |
| 2.              | "If You Live Again" (다시 산다면 (Inst.)) | Kim Feel | 4:25    |  |

## Recepção
Na tabela abaixo, os números azuis representam as audiências mais baixas e os números vermelhos representam as audiências mais elevadas.
| Episódio | Data de transmissão | Audiência média | Audiência média |
| Episódio | Data de transmissão | AGB Nielsen     | TNmS            |
| Episódio | Data de transmissão | Em todo o país  | Em todo o país  |
| -------- | ------------------- | --------------- | --------------- |
| 1        | 18 de março de 2016 | 3.806%          | 3.2%            |
| 2        | 19 de março de 2016 | 3.359%          | 3.2%            |
| 3        | 25 de março de 2016 | 2.423%          | 3.6%            |
| 4        | 26 de março de 2016 | 2.937%          | 2.4%            |
| 5        | 1 de abril de 2016  | 2.869%          | 2.6%            |
| 6        | 2 de abril de 2016  | 2.162%          | 1.7%            |
| 7        | 8 de abril de 2016  | 2.565%          | 2.7%            |
| 8        | 9 de abril de 2016  | 2.965%          | 1.9%            |
| 9        | 15 de abril de 2016 | 2.900%          | 2.4%            |
| 10       | 16 de abril de 2016 | 3.004%          | 2.7%            |
| 11       | 22 de abril de 2016 | 2.462%          | 2.2%            |
| 12       | 23 de abril de 2016 | 3.076%          | 1.9%            |
| 13       | 29 de abril de 2016 | 2.981%          | 2.4%            |
| 14       | 30 de abril de 2016 | 2.750%          | 1.7%            |
| 15       | 6 de maio de 2016   | 2.881%          | 2.4%            |
| 16       | 7 de maio de 2016   | 3.619%          | 2.4%            |
| Média    | Média               | 2.922%          | 2.5%            |

## Prêmios e indicações
| Ano  | Prêmio             | Categoria             | Beneficiário | Resultado |
| ---- | ------------------ | --------------------- | ------------ | --------- |
| 2016 | Korea Drama Awards | Prêmio Estrela Quente | Lee Ki-woo   | Venceu    |